# Presbistus marshallae
Presbistus marshallae är en insektsart som beskrevs av Bragg 200. Presbistus marshallae ingår i släktet Presbistus och familjen Aschiphasmatidae. Inga underarter finns listade i Catalogue of Life.